# Caspicosa
Caspicosa es un género de arañas araneomorfas de la familia Lycosidae. Se encuentra en Rusia y Kazajistán.

## Lista de especies
Según The World Spider Catalog 12.0:
- Caspicosa kulsaryensis Ponomarev, 2007
- Caspicosa manytchensis Ponomarev, 2007